# Taubengelage
Das Taubengelage (Duvengelag) ist ein Volksfest und Spiel der Knechte, das aus der Grafschaft Rantzau im südlichen Schleswig-Holstein überliefert ist und traditionell am Ostermontag stattfand.

## Spielweise
Mittelpunkt des Duvengelag war ein Spiel, bei dem eine Holztaube aus einem Holzfass befreit werden musste. Dabei wurde ein Seil zwischen zwei Bäume gespannt, in dessen Mitte sich eine Holztonne befand. Das Seil wurde durch den Boden und Deckel geführt, sodass sich das Fass beim Anstoßen frei drehen konnte. Im Innern der Tonne wurde zudem eine Holztaube an einem Band in das Seil gebunden. Die teilnehmenden Knechte hatten nun die Aufgabe, die Tonne mit Steinwürfen zu zerschmettern und danach das Band zu treffen, mit dem die Taube befestigt war. Der Sieger wurde „König“ und erhielt ein farbiges Band aus Seide oder Damast, das er beim abendlichen Tanz um den Hut tragen konnte.
In früheren Formen des Spiels wurde eine lebende Haustaube in die aufgehängte Tonne gesperrt, nach der in Form eines Reiterspiels ähnlich dem Ringreiten geschlagen wurde, bis die Tonne zerstört war und die Taube entfliehen konnte.
Eine Variante für die Mägde war das Duventründeln. Dabei wurde eine Taube in ein Tongefäß gesperrt, danach wurden Kugeln gegen das Gefäß gerollt, bis es zerbrach und die Taube davonflog. Dieses Spiel ist aus Schönberg ehemals im Amt Steinhorst in Lauenburg dokumentiert.

## Belege
1. 1 2 3  
Heinrich Handelmann: Volk- und Kinder-Spiele aus Schleswig-Holstein. Ernst Homann, Kiel 1874, S. 12 (eingeschränkte Vorschau in der Google-Buchsuche).